# Sphaenorhynchus lacteus
Sphaenorhynchus lacteus är en groddjursart som först beskrevs av Daudin 1800.  Sphaenorhynchus lacteus ingår i släktet Sphaenorhynchus och familjen lövgrodor. IUCN kategoriserar arten globalt som livskraftig. Inga underarter finns listade i Catalogue of Life.